# Wikipedia in polacco
La Wikipedia in polacco (spesso abbreviata in pl.wikipedia o pl.wiki, in lingua originale Wikipedia polskojęzyczna) è l'edizione in lingua polacca dell'enciclopedia online Wikipedia. Tale edizione ebbe inizio ufficialmente il 26 settembre 2001.

## Statistiche
La Wikipedia in polacco ha 1 662 258 voci, 3 895 477 pagine, 1 385 535 utenti registrati di cui 6 088 attivi, 96 amministratori e una "profondità" (depth) di 36 (al 3 luglio 2025).
È la decima  Wikipedia per numero di voci ma, come "profondità", è la 42ª fra quelle con più di 100.000 voci (al 14 ottobre 2024).

## Cronologia
- luglio 2005: tsca.bot, un bot in Wikipedia in polacco, viene programmato per caricare dati, provenienti dalle pagine ufficiali del governo, sui comuni francesi, polacchi ed italiani. In pochi mesi il bot carica più di 40.000 voci.
- 4 settembre 2005: sorpasso della Wikipedia in olandese per numero di articoli, comunque poco più tardi ritorna al settimo posto perché viene superata dalla Wikipedia in italiano.
- 18 settembre 2005: sorpasso della Wikipedia in svedese per numero di articoli, diventando così la sesta Wikipedia per dimensioni.
- 23 settembre 2005: sorpasso della Wikipedia in italiano, diventando la quinta edizione di Wikipedia per dimensioni.
- 15 gennaio 2006: sorpasso della Wikipedia in giapponese, diventando la quarta edizione di Wikipedia per dimensioni.
- 28 settembre 2010: sorpasso subito dalla Wikipedia in italiano, ritornando la quinta edizione di Wikipedia per dimensioni.
- prima settimana ottobre 2010: controsorpasso alla Wikipedia in italiano, ritornando la quarta edizione di Wikipedia per dimensioni anche se poi nel periodo successivo vi furono reciproci scambi di "posizione" con la medesima. Tuttora (dicembre 2010) la Wikipedia in polacco, a causa soprattutto di un bot che ha creato con rapidità migliaia di voci sui comuni europei, presenta un andamento di crescita estremamente discontinuo, con giorni di crescita con 800-1.000 voci alternati ad altri con crescita pari a 100-140 articoli.
- 12 maggio 2011: sorpasso subito dalla Wikipedia in italiano, ritornando la quinta edizione di Wikipedia per numero di articoli.
- 27 ottobre 2011: sorpasso della Wikipedia in spagnolo, ritornando la sesta edizione di Wikipedia per dimensioni.
- 24 settembre 2013: raggiunge il milione di voci
- 27 gennaio 2018: sorpasso della Wikipedia in waray-waray, ritornando la decima edizione di Wikipedia per dimensioni.
- 14 dicembre 2021: raggiunge 1.500.000 di voci.
- 27 dicembre 2021: viene superata dall'edizione in arabo egiziano ed esce dalla top ten.
- 1º agosto 2024 — risupera l'edizione in arabo egiziano e ritorna la decima Wikipedia per numero di voci.